# Joe Gilliam
Pour les articles homonymes, voir Gilliam.
(en) Statistiques sur pro-football-reference
Joseph Wiley Gilliam, Jr., né le 29 décembre 1950 à Charleston, Virginie-Occidentale et mort le 25 décembre 2000 à Nashville, Tennessee, est un joueur américain de football américain ayant évolué au poste de quarterback dans la National Football League (NFL) entre 1972 et 1983. Il est sélectionné en 273e position de la draft 1972 de la NFL par les Steelers de Pittsburgh. Il remporte avec la franchise deux Super Bowls (IX et X) en tant que remplaçant. Il est le premier quarterback noir titulaire de la National Football League, notamment lors de la 1974 où son évolution lui vaut la couverture du magazine Sports Illustrated. Après avoir joué très peu en 1975, il est relâché par la franchise. Il lutte contre une addiction à la drogue et devient sans-abri et fauché. En 1979, il est attaqué à mort par plusieurs hommes dans une histoire de drogue. Il meurt d'une crise cardiaque le jour de Noël en 2000.